# Paul Niemeyer (Mediziner)

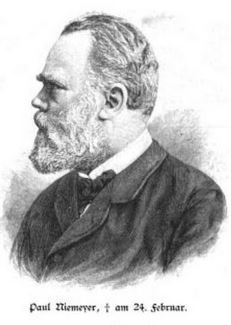
Paul Niemeyer

Johann Paul Otto Niemeyer (* 9. März 1832 in Magdeburg; † 24. Februar 1890 in Berlin) war ein deutscher Mediziner.

## Leben
Niemeyer war Sohn des Magdeburger Kreisphysikus Carl Eduard Niemeyer (1792–1837) und Enkel des Theologen August Hermann Niemeyer. Er besuchte das Erlanger Gymnasium und bestand dort 1849 das Abitur. Anschließend ging er an die Universität Halle, an der er das Studium der Medizin aufnahm. 1851 wechselte er an die Universität Erlangen, bevor er 1854 an der Berliner Universität mit der Dissertation De mandibulae ancylosi novaque ejus curatione operativa zum Dr. med. promoviert wurde. Niemeyer ging danach als Assistent seines Bruders Felix Niemeyer an das Altstädtische Krankenhaus von Magdeburg und legte 1856 das Staatsexamen ab. Anschließend war er als Krankenhaus-, Armen-, Gewerks- und Eisenbahnarzt in Neustadt-Magdeburg tätig und ab 1859 als Arzt in Magdeburg, wobei er sich der physikalischen Diagnostik und Elektrotherapie widmete. In dieser Zeit machte er bereits durch volksaufklärerische gesundheitsprophylaktische Vorträge auf sich aufmerksam.
Niemeyer wurde 1875 als Dozent an der Universität Leipzig aufgenommen. 1876 folgte seine Habilitation und anschließend lehrte er als Privatdozent, insbesondere zum Thema der Hygiene. Weiterhin wirkte er mit volksaufklärerischen Vorträgen. Schon kurz darauf, 1878, entschied er sich gegen eine akademische Karriere und wurde Leiter des Vereins für volksverständliche Gesundheitspflege in Berlin. 1881 gründete er den Berliner Hygieinischen Verein. In seiner Berliner Zeit war er Herausgeber der Zeitschriften Aerztlichen Sprechstunden von 1878 bis 1888 und Hygieia ab 1888.
Der Lyriker Karl Immermann war sein Schwager.

## Werke (Auswahl)
- Handbuch der theoretischen und clinischen Percussion und Auscultation, 3 Bände, Enke, Erlangen 1868–1971.
- Grundriss der Percussion und Auscultation: nebst einem Index sämmtlicher in- und ausländischer Kunstausdrücke, Enke, Erlangen 1871.
- Medicinische Abhandlungen, 3 Bände, Enke, Erlangen 1872–1875.
- Krummer Rücken, Flache Brust, Plattfuss: Ihre Ursachen, Behandlung und Verhütung. Ein Rathgeber für Jedermann, Denicke, Berlin um 1875.
- Gesundheitslehre des menschlichen Körpers, Oldenbourg, München 1876.
- Die Lunge. Ihre Pflege und Behandlung im Gesunden und kranken Zustande vom hygieinischen Standpunkte entwickelt, Weber, Leipzig 1876.
- Die Sonntagsruhe vom Standpunkte der Gesundheitslehre: Gekrönte Preisschrift, Denicke, Berlin 1876.
- Aerztlicher Ratgeber für Mütter, Engelhorn, Stuttgart 1876.